# Sysolus sjoestedti
Sysolus sjoestedti is een keversoort uit de familie knotshoutkevers (Bothrideridae). De wetenschappelijke naam van de soort werd in 1910 gepubliceerd door Antoine Henri Grouvelle.